# Saqueig de Baturin
El Saqueig de Baturin o Matança de Baturin (en ucrainès: здобуття Батурина або Різня в Батурині, en rus: Взятие Батурина или Резня в Батурине) ocorregué l'1 i el 2 de novembre de 1708, fou una de les diverses incursions russes contra Ivan Mazepa i els cosacs en el marc de la Gran Guerra del Nord. El 2 de novembre de 1708, durant el saqueig de la ciutat tots els seus habitants foren exterminats i la "Residència del Hetman" fou arrasada.

## Esdeveniments
Abans de l'assalt a Baturin, Ménxikov disposava d'uns 20 regiments de dragons, sumant entre 15.000 i 20.000 homes, a més a més de 5.000 infants. Baturin en aquells moments era una ciutat molt fortificada i els seus murs estaven dotats amb una gran potència artillera. Considerant això Ménxikov decidí intentà convèncer els defensors que capitulessin i envia Andrei Markovich com a missatger. Els defensors de Baturin refusaren i obriren foc contra les posicions de Ménxikov.
El Coronel Ivan Nis del regiment de Pryluky i un intèrpret, Stefan Zertis, foren arrestats pels guardes Serdyuk per sabotejadors i desertors. Intentant salvar-se de l'execució Nis envià a Ménxikov un dels seus oficials, Solomakha, que l'indicà una entrada secreta a la fortalesa. L'endemà al matí, a les sis del matí unitats russes penetraren a la fortalesa i, després de dues hores de combats venceren als cosacs. D'acord amb la versió oficial ucraïnesa, els russos després d'acabar amb tota resistència torturaren fins a la mort tots els civils.
Els cosacs perderen 8.000 combatents i uns 7.000 civils. Els russos perderen uns 3.000 homes.